# Kloster Fontguilhem
Das Kloster Fontguilhem (Fons Guillelmi oder Fundus Guillelmi) ist eine ehemalige Zisterzienserabtei in der Gemeinde Masseilles im Département Gironde, Region Nouvelle-Aquitaine, in Frankreich, rund 15 km östlich von Bazas im Bazadais (vgl. Kloster Rivet).

## Geschichte
Das Kloster wurde 1124 unter Abt Bernard de Ségur auf von Wilhelm IX. von Aquitanien zur Verfügung gestelltem Land als Tochterkloster von Kloster Gondon gegründet. Es soll sich 1147 dem Zisterzienserorden angeschlossen haben und gehörte damit der Filiation der Primarabtei Pontigny an. Das Kloster besaß die Grangien Artiguevieille, Aiguebelle und Belloc sowie eine Mühle in Marions am Ufer des Barthos. Im Mittelalter fiel das Kloster in Kommende. Im 17. und 18. Jahrhundert wurde es erneuert. Einer der letzten Kommendataräbte war Charles de Secondat. Während der Französischen Revolution wurde das Kloster um 1790 aufgelöst. Nach der Revolution wurde das Kloster als Steinbruch verwendet.

## Bauten und Anlage
Vom Kloster sind ein Bauwerk des 17. Jahrhunderts (früher wohl das Abtshaus) mit einem steinernen Treppenhaus und einige Reste aus dem Mittelalter und der Renaissance erhalten. Teile der Anlage sind als Monument historique klassifiziert.